# Привалово (Ступинский район)
Привалово — деревня в Ступинском районе Московской области, в составе Семёновского сельского поселения. Расположена в 25 км на северо-запад от райцентра Ступино, высота над уровнем моря 179 м. В деревне одна улица — Соловьиная.

## Население
| 2002 | 2006 | 2010 |
| ---- | ---- | ---- |
| 9    | ↘0   | →0   |

История деревни:
Первые упоминания о деревне появились в 1577 году. Во времена ВОВ очень много людей из деревни участвовали в боевых действиях. Поскольку данное поселение , расположено рядом с  Павелецким направлением  Московской железной дороги ,оно регулярно подвергалось бомбёжкам. В Привалово также имеется памятник участникам Великой Отечественной войны, родившемся в этой деревне. 
1. Примечания

1. 1 2  Численность сельского населения и его размещение на территории Московской области (итоги Всероссийской переписи населения 2010 года). Том III — М.: 2013.
2. ↑  Московская область, Ступинский район, Привалово. Дата обращения: 24 декабря 2012. Архивировано 15 октября 2012 года.
3. ↑  Привалово. Классификатор адресов Российской Федерации (13 октября 2020). Дата обращения: 16 октября 2020. Архивировано 18 октября 2020 года.
4. ↑  Данные Всероссийской переписи населения 2002 года: таблица № 02c. Численность населения и преобладающая национальность по каждому сельскому населённому пункту. — М.: Росстат, 2004.
5. ↑  Алфавитный перечень населённых пунктов муниципальных районов Московской области на 1 января 2006 года